# ووجیاچو
|postal_code_type=
|postal_code=
|area_code=
|blank_name=
|blank_info=
|blank1_name=
|blank1_info=
|blank2_name=
|blank2_info=
|blank3_name=
|blank3_info=
|blank4_name=
|blank4_info=
|blank5_name=
|blank5_info=
|blank6_name=
|blank6_info=
|website=
|footnotes=
|blank_name=کد پیشوند پلاک خودرو
|blank_info=新B
}}
ووجیاچو (به لاتین: Wujiaqu) شهری در جمهوری خلق چین است، که در منطقه سین‌کیانگ واقع شده‌است.
از لحاظ اداری، این شهر، شهر در سطح شهرستان است، که تابع مستقیم منطقه خودمختار (به جای تابع ولایت بودن) می باشد. این شهر، یکی از شهرهای تحت کنترل ارگان بینگتوان می باشد. 

## تاریخ
در سپتامبر ۲۰۰۲، با جدا شدن از «شهرهای در سطح شهرستان» سانجی و میچوان، «شهر در سطح شهرستان» ووجیاچو در ولایت خودمختار سانجی هوئی تاسیس شد.
در ژانویه ۲۰۰۴، شهر ووجیاچو به عنوان شهر وابسته به بینگتوان و «شهر تابع مستقیم منطقه خودمختار» تاسیس شده، از تابعیت ولایت خودمختار سانجی هوئی در آمده، و مستقیما در تابعیت اداری منطقه خودمختار سین‌کیانگ قرار گرفت.
در سال ۲۰۰۷، شهر میچوان نیز از ولایت خودمختار سانجی هوئی جدا شده. میچوان به تابعیت شهر اورومچی در آمده، منحل شده، و با ادغام با منطقهٔ‌ کوکتاغ/دونگشان، به عنوان منطقه میچوان-کوکتاغ تاسیس شده. از آن تاریخ به بعد، شهر ووجیاچو و منطقه میچوان-کوکتاغ، از لحاظ جغرافیایی، ولایت خودمختار سانجی هوئی را به دو قسمت مجزای شرقی و غربی تقسیم کرده‌اند.

## جمعیت
| ترکیب قومیتی شهر ووجیاچو | ترکیب قومیتی شهر ووجیاچو | ترکیب قومیتی شهر ووجیاچو | ترکیب قومیتی شهر ووجیاچو | ترکیب قومیتی شهر ووجیاچو |
| ------------------------ | ------------------------ | ------------------------ | ------------------------ | ------------------------ |
| قومیت                    | قومیت                    |                          | درصد                     | درصد                     |
| هان                      | هان                      |                          | ۹۶٫۳٪                    | ۹۶٫۳٪                    |
| هوئی                     | هوئی                     |                          | ۲٫۱٪                     | ۲٫۱٪                     |
| مغول                     | مغول                     |                          | ۰٫۵٪                     | ۰٫۵٪                     |
| منجو                     | منجو                     |                          | ۰٫۲٪                     | ۰٫۲٪                     |
| قزاق                     | قزاق                     |                          | ۰٫۱٪                     | ۰٫۱٪                     |
| روس                      | روس                      |                          | ۰٫۱٪                     | ۰٫۱٪                     |
| اویغور                   | اویغور                   |                          | ۰٫۱٪                     | ۰٫۱٪                     |
| سایر                     | سایر                     |                          | ۰٫۶٪                     | ۰٫۶٪                     |
| منبع سرشماری جمعیت :     |                          |                          |                          |                          |